# Gastón del Castillo
Gastón Alexander del Castillo (Avellaneda, 1997. június 10. –) argentin labdarúgó, aki jelenleg a Independiente csatára.

## Pályafutása
2015 augusztusában került az első csapathoz az Independiente klubjában. 2016. április 30-án debütált az Independiente csapatában a San Lorenzo ellen 1–0-ra elveszített bajnoki mérkőzésen, ahol 11 percet kapott.

## Család
Testvére, Sergio Agüero szintén labdarúgó, aki a Manchester City játékosa. Érdekesség, hogy a két testvér nem ugyanazt a családnevet használja. Agüero édesanyja, Castillo viszont édesapja vezetéknevét vette fel.